# Soban
Soban is een bestuurslaag in het regentschap Dairi van de provincie Noord-Sumatra, Indonesië. Soban telt 1731 inwoners (volkstelling 2010).